# Rick and Morty/Episodenliste

Logo zur Serie

Diese Episodenliste enthält alle Episoden der US-amerikanischen Zeichentrickserie Rick and Morty nach der originalen Ausstrahlungsreihenfolge.

## Übersicht
| Staffel | Episoden | Erstausstrahlung USA Adult Swim | Erstausstrahlung USA Adult Swim | Deutschsprachige Erstausstrahlung TNT Serie/TNT Comedy/Warner TV Comedy | Deutschsprachige Erstausstrahlung TNT Serie/TNT Comedy/Warner TV Comedy |
| Staffel | Episoden | Premiere                        | Finale                          | Premiere                                                                | Finale                                                                  |
| ------- | -------- | ------------------------------- | ------------------------------- | ----------------------------------------------------------------------- | ----------------------------------------------------------------------- |
| 1       | 11       | 2. Dez. 2013                    | 14. Apr. 2014                   | 30. Nov. 2014                                                           | 8. Feb. 2015                                                            |
| 2       | 10       | 26. Juli 2015                   | 4. Okt. 2015                    | 4. Feb. 2016                                                            | 17. Feb. 2016                                                           |
| 3       | 10       | 1. Apr. 2017                    | 1. Okt. 2017                    | 5. Sep. 2017                                                            | 7. Nov. 2017                                                            |
| 4       | 10       | 10. Nov. 2019                   | 31. Mai 2020                    | 15. Jan. 2020                                                           | 7. Sep. 2020                                                            |
| 5       | 10       | 20. Juni 2021                   | 5. Sep. 2021                    | 31. Aug. 2021                                                           | 28. Sep. 2021                                                           |
| 6       | 10       | 4. Sep. 2022                    | 11. Dez. 2022                   | 17. Okt. 2022                                                           | 26. Dez. 2022                                                           |
| 7       | 10       | 15. Okt. 2023                   | 17. Dez. 2023                   | 15. Jan. 2024                                                           | 12. Feb. 2024                                                           |
| 8       | 10       | 25. Mai 2025                    | 27. Juli 2025                   | 4. Aug. 2025                                                            |                                                                         |

## Staffel 1
| Nr. (ges.) | Nr. (St.) | Deutscher Titel               | Originaltitel                        | Erstausstrahlung USA | Deutschsprachige Erstausstrahlung (D 1) | Regie            | Drehbuch                      | Zuschauer (USA) |
| --- | --------- | ----------------------------- | ------------------------------------ | -------------------- | --------------------------------------- | ---------------- | ----------------------------- | --------------- |
| 1 | 1         | School of Rick                | Pilot                                | 2. Dez. 2013         | 30. Nov. 2014                           | Justin Roiland   | Dan Harmon & Justin Roiland   | 1,10 Mio.       |
| Rick holt Morty aus der Schule, um große Samen von einem Baum zu holen. Diese benötigt er für seine Portalpistole. Mortys Eltern sind nicht begeistert von der Abwesenheit ihres Sohnes und stellen Rick zur Rede. |           |                               |                                      |                      |                                         |                  |                               |                 |
| 2 | 2         | Der Rasenmäher-Hund           | Lawnmower Dog                        | 9. Dez. 2013         | 7. Dez. 2014                            | John Rice        | Ryan Ridley                   | 1,51 Mio.       |
| Rick und Morty dringen in den Traum des Mathelehrers ein, um Morty eine bessere Note zu geben, denn ansonsten darf dieser nicht mit auf Abenteuerreise gehen. Jerry bekommt einen intelligenten Hund, der jedoch versucht, die Weltherrschaft an sich zu reißen. |           |                               |                                      |                      |                                         |                  |                               |                 |
| 3 | 3         | Anatomie-Park                 | Anatomy Park                         | 16. Dez. 2013        | 14. Dez. 2014                           | John Rice        | Eric Acosta & Wade Randolph   | 1,30 Mio.       |
| Rick hat einen Vergnügungspark im Körper eines älteren Mannes installiert. Da dieser gesundheitliche Probleme hat, wird Morty geschrumpft und in den Körper teleportiert, um den Park zu retten. Als der Mann stirbt, versucht Morty so schnell es geht den Körper zu verlassen. |           |                               |                                      |                      |                                         |                  |                               |                 |
| 4 | 4         | M. Night Shaym-Aliens!        | M. Night Shaym-Aliens!               | 13. Jan. 2014        | 21. Dez. 2014                           | Jeff Myers       | Tom Kauffman                  | 1,32 Mio.       |
| Aliens halten Rick und Jerry in einer virtuellen Realität gefangen, um an Ricks Rezept für konzentrierte Dunkle Materie zu kommen. Als Rick versucht zu fliehen, entdeckt er, dass mehrere Simulationen ineinander verschachtelt sind. Jerry bleibt trotz zahlreicher Störungen der Simulation völlig ahnungslos und versucht weiterhin, seinen Werbeslogan für Äpfel zu verkaufen. Rick kann schließlich mit Jerry fliehen, indem er den Aliens ein gefälschtes Rezept gibt, das das Schiff der Aliens explodieren lässt. |           |                               |                                      |                      |                                         |                  |                               |                 |
| 5 | 5         | Der Fantastische Mr. Meeseeks | Meeseeks and Destroy                 | 20. Jan. 2014        | 28. Dez. 2014                           | Bryan Newton     | Ryan Ridley                   | 1,61 Mio.       |
| Die Familie verlangt nach Hilfe von Rick. Dieser schenkt ihnen eine sogenannte Meeseeksbox, die Helfer heraufbeschwören. Diese erledigen ihre Aufgabe und verschwinden dann wieder. Allerdings können sie Jerrys Aufgabe nicht lösen und versuchen ihn umzubringen um aus dem Vertrag zu kommen – denn für einen Meeseeks ist das Leben eine Qual. Rick und Morty gehen parallel dazu auf eine Abenteuerreise in einem Land voller Riesen und einer Bohnenstange.                                                          |           |                               |                                      |                      |                                         |                  |                               |                 |
| 6 | 6         | Rick Potion No. 9             | Rick Potion #9                       | 27. Jan. 2014        | 4. Jan. 2015                            | Stephen Sandoval | Justin Roiland                | 1,75 Mio.       |
| Rick verwandelt die ganze Welt in Cronenbergs. Er und sein Enkel Morty lassen ihre Familie sitzen und hauen in eine andere Dimension ab. Dort sind ihre parallelen Ichs gestorben. Sie begraben sie und nehmen ihren Platz ein. |           |                               |                                      |                      |                                         |                  |                               |                 |
| 7 | 7         | Morty Junior                  | Raising Gazorpazorp                  | 10. März 2014        | 11. Jan. 2015                           | Jeff Myers       | Eric Acosta & Wade Randolph   | 1,76 Mio.       |
| Morty schwängert einen Sexroboter und bringt einen männlichen Gazorpazorp hervor. Die Männer sind eine aggressive Spezies, die Frauen dagegen kultiviert. Mortys Sohn lernt gesund mit seinen Aggressionen umzugehen. |           |                               |                                      |                      |                                         |                  |                               |                 |
| 8 | 8         | Was wäre wenn?                | Rixty Minutes                        | 17. März 2014        | 18. Jan. 2015                           | Bryan Newton     | Tom Kauffman & Justin Roiland | 1,48 Mio.       |
| Rick und Morty schauen interdimensionales Fernsehen, sie haben dabei Kanäle aus jeder Dimension. Jerry und Beth sehen parallele Versionen ihrer Selbst und müssen erkennen, dass sie nur miteinander glücklich sind. |           |                               |                                      |                      |                                         |                  |                               |                 |
| 9 | 9         | Krise im Fluchhandel          | Something Ricked This Way Comes      | 24. März 2014        | 25. Jan. 2015                           | John Rice        | Mike McMahan                  | 1,54 Mio.       |
| Der Teufel verschenkt verfluchte Gegenstände, bis Rick den Trick erkennt und die Geschenke entflucht. Der Teufel hintergeht Summer. |           |                               |                                      |                      |                                         |                  |                               |                 |
| 10 | 10        | Ein Rick kommt selten allein  | Close Rick-counters of the Rick Kind | 7. Apr. 2014         | 1. Feb. 2015                            | Stephen Sandoval | Ryan Ridley                   | 1,75 Mio.       |
| Ein Morty tötet Ricks. Die Zitadelle der Ricks, in der unterschiedliche Ricks aus allen Dimensionen zusammenkommen, untersucht den Fall und der Protagonist steht unter Verdacht. |           |                               |                                      |                      |                                         |                  |                               |                 |
| 11 | 11        | Die Monster-Party             | Ricksy Business                      | 7. Apr. 2014         | 8. Feb. 2015                            | Stephen Sandoval | Ryan Ridley & Tom Kauffman    | 2,13 Mio.       |
| Rick feiert eine Party, als Jerry und Beth auf eine Urlaubsreise gehen. Das Haus ist vollkommen verwüstet und Rick stoppt die Zeit, um das ganze wieder in Ordnung zu bringen, denn ansonsten darf Morty nicht mehr mit auf Reisen gehen. |           |                               |                                      |                      |                                         |                  |                               |                 |

## Staffel 2
| Nr. (ges.) | Nr. (St.) | Deutscher Titel                   | Originaltitel                           | Erstausstrahlung USA | Deutschsprachige Erstausstrahlung (D) | Regie           | Drehbuch                                   | Zuschauer (USA) |
| --- | --------- | --------------------------------- | --------------------------------------- | -------------------- | ------------------------------------- | --------------- | ------------------------------------------ | --------------- |
| 12 | 1         | Geteilte Zeit ist doppelte Zeit   | A Rickle in Time                        | 26. Juli 2015        | 4. Feb. 2016                          | Wes Archer      | Matt Roller                                | 2,12 Mio.       |
| Als Rick die Zeit wieder weiterlaufen lässt, teilt diese sich in mehrere auf. Ein Zeitagent löst das Problem, will aber Rick verhaften. |           |                                   |                                         |                      |                                       |                 |                                            |                 |
| 13 | 2         | Fünf Tage bis Mortynacht          | Mortynight Run                          | 2. Aug. 2015         | 5. Feb. 2016                          | Dominic Polcino | David Phillips                             | 2,19 Mio.       |
| Rick verkauft Waffen an einen Auftragsmörder. Morty rettet das Opfer, eine Gaswolke die Atome transformieren kann. Am Ende muss Morty diese Wolke aber selbst töten, als er feststellt, dass die Wolke das Universum vernichten will. |           |                                   |                                         |                      |                                       |                 |                                            |                 |
| 14 | 3         | Ein alter Schwarm                 | Auto Erotic Assimilation                | 9. Aug. 2015         | 8. Feb. 2016                          | Bryan Newton    | Ryan Ridley                                | 1,94 Mio.       |
| Unity ist eine Schwarmintelligenz. Sie befällt humanoide Lebensformen und übernimmt diese. Rick und Unity nehmen ihre Liebe wieder auf, doch Rick hat einen schlechten Einfluss auf die ansonsten sehr anständige Unity. Diese macht daraufhin Schluss. |           |                                   |                                         |                      |                                       |                 |                                            |                 |
| 15 | 4         | Freunde und andere Parasiten      | Total Rickall                           | 16. Aug. 2015        | 9. Feb. 2016                          | Juan Meza-León  | Mike McMahan                               | 1,96 Mio.       |
| Parasiten nehmen die Gestalt von witzigen Figuren an und bringt Ricks Familie dazu zu glauben, dass sie eine lange Geschichte miteinander haben. Um die Welt zu beschützen, sperrt Rick die Familie im Haus ein, bis die Parasiten erledigt wurden. |           |                                   |                                         |                      |                                       |                 |                                            |                 |
| 16 | 5         | Recall im Weltall                 | Get Schwifty                            | 23. Aug. 2015        | 10. Feb. 2016                         | Wes Archer      | Tom Kauffman                               | 2,12 Mio.       |
| Damit die Welt nicht untergeht, muss Rick und Morty einen Music Contest gewinnen. |           |                                   |                                         |                      |                                       |                 |                                            |                 |
| 17 | 6         | Die Götter müssen verRickt sein   | The Ricks Must Be Crazy                 | 30. Aug. 2015        | 11. Feb. 2016                         | Dominic Polcino | Dan Guterman                               | 1,91 Mio.       |
| Ricks Autobatterie wird von einer Zivilisationen in einem Taschenuniversum angetrieben. Da kein Strom mehr produziert wird, gehen sie in die Batterie rein. Dort hat ein Wissenschaftler eine eigene Batterie entwickelt, die genau wie die Batterie von Rick wirkt – und deshalb produzieren sie keinen Strom für die Autobatterie. Rick und Morty lösen das Problem. Als sie wieder aus der Autobatterie kommen, hat das Auto Summer beschützt: durch Mord, Verstümmelung, schmelzende Kinderklone und einen Friedensvertrag zwischen Spinnen und Menschen. |           |                                   |                                         |                      |                                       |                 |                                            |                 |
| 18 | 7         | Jugendwahn                        | Big Trouble in Little Sanchez           | 13. Sep. 2015        | 12. Feb. 2016                         | Bryan Newton    | Alex Rubens                                | 1,97 Mio.       |
| Rick lädt sein Gedächtnis in einen jüngeren Klon hoch, um Vampire jagen zu gehen. Währenddessen gehen Jerry und Beth zu einer Paartherapie – und müssen feststellen, dass ihre Ehe ungesund ist, aber funktioniert. |           |                                   |                                         |                      |                                       |                 |                                            |                 |
| 19 | 8         | Wer A sagt, muss auch Penis sagen | Interdimensional Cable 2: Tempting Fate | 20. Sep. 2015        | 15. Feb. 2016                         | Juan Meza-Leon  | Dan Guterman, Ryan Ridley & Justin Roiland | 1,79 Mio.       |
| Rick und Morty schauen wieder interdimensionales Fernsehen. Währenddessen soll Jerry seinen Penis verschenken. |           |                                   |                                         |                      |                                       |                 |                                            |                 |
| 20 | 9         | Anarchie für Anfänger             | Look Who’s Purging Now                  | 27. Sep. 2015        | 16. Feb. 2016                         | Dominic Polcino | Dan Harmon, Ryan Ridley & Justin Roiland   | 1,89 Mio.       |
| Rick und Morty helfen die Reichen umzubringen – denn diese haben ein Mal im Jahr eine Nacht der Säuberung eingeführt, in der jeder Mord und jedes Verbrechen legal ist. |           |                                   |                                         |                      |                                       |                 |                                            |                 |
| 21 | 10        | Die Vogelmenschhochzeit           | The Wedding Squanchers                  | 4. Okt. 2015         | 17. Feb. 2016                         | Wes Archer      | Tom Kauffman                               | 1,84 Mio.       |
| Rick geht zu einer Hochzeit und wird von der Regierung gejagt. Er flüchtet mit seiner Familie, aber diese ist unglücklich damit, auf einem anderen Planeten zu leben. Rick stellt sich, damit die Familie wieder nach Hause kann. |           |                                   |                                         |                      |                                       |                 |                                            |                 |

## Staffel 3
| Nr. (ges.) | Nr. (St.) | Deutscher Titel                     | Originaltitel                                                 | Erstausstrahlung USA | Deutschsprachige Erstausstrahlung (D) | Regie           | Drehbuch                                                                              | Zuschauer (USA) |
| --- | --------- | ----------------------------------- | ------------------------------------------------------------- | -------------------- | ------------------------------------- | --------------- | ------------------------------------------------------------------------------------- | --------------- |
| 22 | 1         | Raus aus meinem Kopf!               | The Rickshank Rickdemption                                    | 1. Apr. 2017         | 5. Sep. 2017                          | Juan Meza-León  | Mike McMahan                                                                          | 0,68 Mio.       |
| Rick zerstört die Regierung und die Zitadelle der Ricks. Der Großteil spielt sich in der Gedächtnis-Analysier-Maschine der galaktischen Regierung ab, Rick überlistet diese und überträgt sein Bewusstsein erst auf den Alien der ihn verhört und dann, als die Seal-Team-Ricks kommen und damit seinen Plan vermasseln, von Rick zu Rick in der Zitadelle. Um die galaktische Regierung zu zerstören, macht er ihre zentralisierte Währung wertlos, so dass am Ende alle Aliens in Panik die besetzten Erde verlassen. Diese ist damit befreit. |           |                                     |                                                               |                      |                                       |                 |                                                                                       |                 |
| 23 | 2         | Jenseits der Blutkuppel             | Rickmancing the Stone                                         | 30. Juli 2017        | 5. Sep. 2017                          | Dominic Polcino | Jane Becker                                                                           | 2,86 Mio.       |
| Nach der Trennung von Jerry und Beth reagieren Summer und Morty auf die veränderte Familiensituation, indem sie gemeinsam mit Rick in eine postapokalyptische Parallelwelt reisen. In dieser von „Death Stalkern“ beherrschten Umgebung schließt sich Summer dem Anführer Hemorrhage an und geht eine zeitweilige Beziehung mit ihm ein. Morty erhält mittels eines biomechanisch ersetzten Arms neue Kräfte; der Arm verfolgt eigenständig einen Rachefeldzug an den Mördern seines Vorbesitzers, was Morty zunächst widerwillig, später aber zur eigenen Verarbeitung der elterlichen Trennung nutzt. Währenddessen versucht Rick, ein von den Death Stalkers verehrtes, leuchtendes Isotop an sich zu bringen, dessen energetischer Wert ihnen jedoch nicht bewusst ist. Um sich das Isotop zu sichern, lenkt er die Death Stalkers durch vorgetäuschte Belehrungen ab und konstruiert zudem Androiden-Double von sich, Summer und Morty, um Beth vorzugaukeln, ihre Kinder seien wohlauf. Die Androiden zeigen ein so angepasstes Verhalten, dass Beth an ihrer Entscheidung zur Trennung von Jerry zu zweifeln beginnt, woraufhin Rick gezwungen ist, die echten Kinder zurückzuholen. Im weiteren Verlauf erkennen Summer und Morty, dass das Leben als „postapokalyptischer Plünderer“ keine dauerhafte Lösung darstellt. Rick entwendet daraufhin das letzte Stück des grünen Isotops, öffnet ein Portal und bringt alle nach Hause zurück. Die Androiden werden abgeschaltet, während Morty, Summer, Rick und Beth sich erneut als Familie zusammenfinden. |           |                                     |                                                               |                      |                                       |                 |                                                                                       |                 |
| 24 | 3         | Gurken-Rick                         | Pickle Rick                                                   | 6. Aug. 2017         | 17. Sep. 2017                         | Anthony Chun    | Jessica Gao                                                                           | 2,31 Mio.       |
| Rick verwandelt sich absichtlich in eine Gewürzgurke, um der Teilnahme an einer Familientherapiesitzung mit Beth, Summer und Morty zu entgehen. Morty und Beth erkennen jedoch seinen Plan, und das Gegenmittel für seine Rückverwandlung wird von Beth in ihrer Handtasche sichergestellt. Während der Rest der Familie zur Therapie geht, muss sich Rick als Gurke durch zahlreiche Gefahren kämpfen: Von der Bedrohung durch Sonne und Austrocknung über einen Kampf gegen Ratten in der Kanalisation, bis hin zu einem Feuergefecht mit Agenten in einer ausländischen Botschaft. Schließlich taucht Rick doch noch bei der Familientherapie auf, wo Therapeutin Dr. Wong ihm und der Familie ihre schonungslose Meinung mitteilt. Am Ende nimmt Rick das Gegenmittel von Beth an, und nach Hause zurückgekehrt verbringen Vater und Tochter gemeinsam Zeit in einem Restaurant. |           |                                     |                                                               |                      |                                       |                 |                                                                                       |                 |
| 25 | 4         | Vindicators 3: Worldenders Rückkehr | Vindicators 3: The Return of Worldender                       | 13. Aug. 2017        | 19. Sep. 2017                         | Bryan Newton    | Sarah Carbiener & Erica Rosbe                                                         | 2,66 Mio.       |
| Rick und Morty werden von einer Gruppe intergalaktischer Helden, den sogenannten Vindicators, zu einem Einsatz gerufen. Rick, der Helden im Allgemeinen ablehnend gegenübersteht, löst deren Probleme auf seine gewohnt zynische und pragmatische Weise. Im weiteren Verlauf lockt er die Vindicators in eine Falle, um ihnen die eigene Bedeutungslosigkeit zu demonstrieren. Dabei kommt es zu einem tödlichen Zwischenfall, bei dem etwa die Hälfte der Helden ums Leben kommt. |           |                                     |                                                               |                      |                                       |                 |                                                                                       |                 |
| 26 | 5         | Schmeiß den Opa aus dem Zug         | The Whirly Dirly Conspiracy                                   | 20. Aug. 2017        | 26. Sep. 2017                         | Juan Meza-León  | Ryan Ridley                                                                           | 2,29 Mio.       |
| Rick nimmt Jerry mit in einen außerirdischen Vergnügungspark, der von einem Unsterblichkeitsfeld geschützt wird. Jerry ist von diesem „Pity-Trip“ wenig begeistert. Als Jerry kurz auf die Toilette geht, überredet ihn der Parkleiter, Rick zu töten. Jerry versucht dies während einer Achterbahnfahrt, was jedoch zu einem großen Crash führt, bei dem das Unsterblichkeitsfeld ausfällt, der Park zerstört wird und Rick sowie Jerry im Dschungel landen. Dort müssen sie einen Weg zurück nach Hause finden. |           |                                     |                                                               |                      |                                       |                 |                                                                                       |                 |
| 27 | 6         | Nicht ohne meine Toxine             | Rest and Ricklaxation                                         | 27. Aug. 2017        | 3. Okt. 2017                          | Anthony Chun    | Tom Kauffman                                                                          | 2,47 Mio.       |
| Rick und Morty lassen ihre Toxine entfernen. Doch die Toxine werden Versionen ihrer Selbst und versuchen die Originale umzubringen. |           |                                     |                                                               |                      |                                       |                 |                                                                                       |                 |
| 28 | 7         | Atlantis ist nur einmal im Jahr     | The Ricklantis Mixup Tales from the Citadel (Alternativtitel) | 10. Sep. 2017        | 17. Okt. 2017                         | Dominic Polcino | Dan Guterman & Ryan Ridley                                                            | 2,38 Mio.       |
| Die Zitadelle der Ricks wählen ein neues Oberhaupt: den Morty, der so viele Ricks getötet hatte. |           |                                     |                                                               |                      |                                       |                 |                                                                                       |                 |
| 29 | 8         | Kopfkino                            | Morty’s Mind Blowers                                          | 17. Sep. 2017        | 24. Okt. 2017                         | Bryan Newton    | Mike McMahan, James Siciliano, Ryan Ridley, Dan Guterman, Justin Roiland & Dan Harmon | 2,51 Mio.       |
| Rick und Morty gehen Mortys gelöschte Erinnerungen durch. Aus Versehen löschen sie ihre eigenen Erinnerungen und werden von Summer gerettet. |           |                                     |                                                               |                      |                                       |                 |                                                                                       |                 |
| 30 | 9         | Der König und die Kriegerin         | The ABC’s of Beth                                             | 24. Sep. 2017        | 31. Okt. 2017                         | Juan Meza-León  | Mike McMahan                                                                          | 2,49 Mio.       |
| Es stellt sich heraus, dass Beth als Kind psychopathisch war und ihren Kindheitsfreund in einer anderen Welt eingesperrt hatte. Sie will das Ganze korrigieren, doch sie tötet ihn und Rick muss einen Klon für sie erschaffen. |           |                                     |                                                               |                      |                                       |                 |                                                                                       |                 |
| 31 | 10        | Friede, Freude, Eierkuchen          | The Rickchurian Mortydate                                     | 1. Okt. 2017         | 7. Nov. 2017                          | Anthony Chun    | Dan Harmon                                                                            | 2,60 Mio.       |
| Rick legt sich mit der Regierung an. Jerry und Beth kommen wieder zusammen. |           |                                     |                                                               |                      |                                       |                 |                                                                                       |                 |

## Staffel 4
| Nr. (ges.) | Nr. (St.) | Deutscher Titel                  | Originaltitel                             | Erstausstrahlung USA | Deutschsprachige Erstausstrahlung (D) | Regie         | Drehbuch                    | Zuschauer (USA) |
| --- | --------- | -------------------------------- | ----------------------------------------- | -------------------- | ------------------------------------- | ------------- | --------------------------- | --------------- |
| 32 | 1         | Der Tod steht ihm gut            | Edge of Tomorty: Rick Die Rickpeat        | 10. Nov. 2019        | 15. Jan. 2020                         | Erica Hayes   | Mike McMahan                | 2,33 Mio.       |
| Rick stirbt und Morty weigert sich ihn wiederzubeleben, denn er hat einen Kristall, mit dem er seinen eigenen Tod erkennen kann – und er versucht mit seinem Schwarm im hohen Alter zu sterben. Rick wird dagegen in verschiedenen Parallelwelten in Klone wiederbelebt. |           |                                  |                                           |                      |                                       |               |                             |                 |
| 33 | 2         | Das stillste Örtchen             | The Old Man and the Seat                  | 17. Nov. 2019        | 22. Jan. 2020                         | Jacob Hair    | Michael Waldron             | 1,67 Mio.       |
| Rick hat einen Planeten mit einer Toilette nur für sich. Als jemand anderes seine Toilette benutzt macht er den Übeltäter ausfindig – nur um zu entdecken, dass er ihn mag. |           |                                  |                                           |                      |                                       |               |                             |                 |
| 34 | 3         | Der Heist-Meister                | One Crew over the Crewcoo’s Morty         | 24. Nov. 2019        | 29. Jan. 2020                         | Bryan Newton  | Caitie Delaney              | 1,61 Mio.       |
| Rick erstellt einen Roboter der das gesamte Universum klaut. |           |                                  |                                           |                      |                                       |               |                             |                 |
| 35 | 4         | Drachenschämen leicht gemacht    | Claw and Hoarder: Special Ricktim’s Morty | 8. Dez. 2019         | 5. Feb. 2020                          | Anthony Chun  | Jeff Loveness               | 1,63 Mio.       |
| Morty erhält einen Drachen. Dieser geht eine Bindung mit Rick ein. Dafür wird der Drache als Schlampe bezeichnet und muss sterben. Rick rettet den Drachen, weil er durch ihre Verbindung auch sterben würde. |           |                                  |                                           |                      |                                       |               |                             |                 |
| 36 | 5         | Terminatter: Genizisch           | Rattlestar Ricklactica                    | 15. Dez. 2019        | 12. Feb. 2020                         | Jacob Hair    | James Siciliano             | 1,32 Mio.       |
| Morty wird im Weltraum von einer Schlange gebissen und tötet sie. Rick heilt ihn, indem er den Planeten nach Antitoxine scannt. Morty schickt eine andere Schlange auf den Planeten. Daraufhin wird er von Schlangen aus der Zukunft angegriffen. |           |                                  |                                           |                      |                                       |               |                             |                 |
| 37 | 6         | Lug und Trug im Zug              | Never Ricking Morty                       | 3. Mai 2020          | 10. Aug. 2020                         | Erica Hayes   | Jeff Loveness               | 1,55 Mio.       |
| Rick und Morty geraten in einen als Zug getarnten Erzählstrang voller Passagiere, die Geschichten über Rick erzählen, und müssen ihn irgendwie zum Anhalten bringen. Nach einem verrückten Kampf gegen den Story-Lord, der durch ein Gebet zu Jesus Christus gewonnen wird, ist alles vorbei, als Rick herausfindet, dass der Zug nur ein Spielzeug ohne tatsächliche Steuerung im Führerstand ist. |           |                                  |                                           |                      |                                       |               |                             |                 |
| 38 | 7         | Eier für alle und alles für Eier | Promortyus                                | 10. Mai 2020         | 17. Aug. 2020                         | Bryan Newton  | Jeff Loveness               | 1,34 Mio.       |
| Eine Spezies legt Eier aus denen Parasiten schlüpfen, die humanoide Lebensformen übernehmen. Rick und Morty vernichten den Asteroiden auf dem die Zivilisation lebt. |           |                                  |                                           |                      |                                       |               |                             |                 |
| 39 | 8         | Die Säurefass-Episode            | The Vat of Acid Episode                   | 17. Mai 2020         | 24. Aug. 2020                         | Jacob Hair    | Jeff Loveness & Albro Lundy | 1,26 Mio.       |
| Rick verpasst Morty einen Denkzettel, indem er ihm ein Gerät gibt, das scheinbar die Zeit zurückdreht. Morty begeht viele Straftaten und als Rick die Wirkung des Geräts ungeschehen macht, muss Morty seinen Tod in einem Säurefass vortäuschen um den Behörden zu entkommen. |           |                                  |                                           |                      |                                       |               |                             |                 |
| 40 | 9         | Urgeknallt                       | Childrick of Mort                         | 24. Mai 2020         | 31. Aug. 2020                         | Kyounghee Lim | James Siciliano             | 1,22 Mio.       |
| Rick denkt, dass er einen Planeten geschwängert hat und erschafft dort eine Zivilisation. Jedoch war der Vater Zeus. Er tötet Zeus was Gaia, den geschwängerten Planeten, erzürnt. |           |                                  |                                           |                      |                                       |               |                             |                 |
| 41 | 10        | Vater-Klon-Konflikt              | Star Mort Rickturn of the Jerri           | 31. Mai 2020         | 7. Sep. 2020                          | Erica Hayes   | Anne Lane                   | 1,30 Mio.       |
| Klonbeth und Beth stürzen die intergalaktische Regierung. |           |                                  |                                           |                      |                                       |               |                             |                 |

## Staffel 5
| Nr. (ges.) | Nr. (St.) | Deutscher Titel                            | Originaltitel                               | Erstausstrahlung USA | Deutschsprachige Erstausstrahlung (D) | Regie          | Drehbuch                     | Zuschauer (USA) |
| --- | --------- | ------------------------------------------ | ------------------------------------------- | -------------------- | ------------------------------------- | -------------- | ---------------------------- | --------------- |
| 42 | 1         | Versauter Feind                            | Mort Dinner Rick Andre                      | 20. Juni 2021        | 31. Aug. 2021                         | Jacob Hair     | Jeff Loveness                | 1,29 Mio.       |
| Rick und Morty notlanden im Meer und brechen somit einen Vertrag mit Ricks Nemesis, dem Meeresgott Mr. Nimbus, der auch die Polizei kontrolliert. Bei einem Friedensgespräch kommt es zu einer Auseinandersetzung mit einer anderen Zivilisation, in deren Welt die Zeit um ein Vielfaches schneller vergeht. |           |                                            |                                             |                      |                                       |                |                              |                 |
| 43 | 2         | Es kann nur viele geben                    | Mortyplicity                                | 27. Juni 2021        | 31. Aug. 2021                         | Lucas Gray     | Albro Lundy                  | 1,15 Mio.       |
| Rick hat Köder, Roboter die wie seine Familie aussehen, erstellt; diese haben auch Köder erstellt etc. pp. Diese Roboter glauben alle, die richtige Familie zu sein, und töten sich gegenseitig, während der richtige Rick mit seiner Familie die Klontochter aus der vergangenen Staffel besuchen.           |           |                                            |                                             |                      |                                       |                |                              |                 |
| 44 | 3         | Lebe lieber umweltfreundlich               | A Rickconvenient Mort                       | 4. Juli 2021         | 7. Sep. 2021                          | Juan Meza-Léon | Rob Schrab                   | 1,00 Mio.       |
| Morty verliebt sich in eine Umwelt-Superheldin, während Rick und Summer zu einer apokalyptischen Kneipentour aufbrechen. |           |                                            |                                             |                      |                                       |                |                              |                 |
| 45 | 4         | Spermageddon                               | Rickdependence Spray                        | 11. Juli 2021        | 7. Sep. 2021                          | Erica Hayes    | Nick Rutherford              | 0,95 Mio.       |
| Rick führt ein Experiment durch, das kolossal scheitert. Bei dem misslungenen Versuch erschafft er Monster, die das gesamte Land in Gefahr bringen. |           |                                            |                                             |                      |                                       |                |                              |                 |
| 46 | 5         | Die in die Hölle gehen                     | Amortycan Grickfitti                        | 18. Juli 2021        | 14. Sep. 2021                         | Kyounghee Lim  | Anne Lane                    | 0,77 Mio.       |
| Summer und Morty klauen Ricks Auto, um einen neuen Mitschüler zu beeindrucken. Rick und Jerry gönnen sich indes einen Männerabend. |           |                                            |                                             |                      |                                       |                |                              |                 |
| 47 | 6         | Im Truthahn des Feindes                    | Rick & Morty’s Thanksploitation Spectacular | 25. Juli 2021        | 14. Sep. 2021                         | Douglas Olsen  | James Siciliano              | 0,93 Mio.       |
| Thanksgiving bei Familie Smith: Rick und Morty müssen eine Begnadigung des Präsidenten erwirken. |           |                                            |                                             |                      |                                       |                |                              |                 |
| 48 | 7         | GoTronFellas - Robo-Frettchen in der Mafia | Gotron Jerrysis Rickvangelion               | 1. Aug. 2021         | 21. Sep. 2021                         | Jacob Hair     | John Harris                  | 0,82 Mio.       |
| Summer ermöglicht es Rick, seiner Sucht zu frönen und riesige Roboter zu sammeln, während die Familie eine Verwandlung durchläuft. |           |                                            |                                             |                      |                                       |                |                              |                 |
| 49 | 8         | Verrick mein nicht!                        | Rickternal Friendshine of the Spotless Mort | 8. Aug. 2021         | 21. Sep. 2021                         | Erica Hayes    | Albro Lundy                  | 0,83 Mio.       |
| Rick versucht, seinen geliebten Freund Vogelmensch zu retten. |           |                                            |                                             |                      |                                       |                |                              |                 |
| 50 | 9         | Americkanische Krähvolution                | Forgetting Sarick Mortshall                 | 5. Sep. 2021         | 28. Sep. 2021                         | Kyounghee Lim  | Siobhan Thompson             | 0,91 Mio.       |
| Rick und Morty streiten sich und suchen sich neue Begleiter für ihre Abenteuer. |           |                                            |                                             |                      |                                       |                |                              |                 |
| 51 | 10        | Rickmurai Jack                             | Rickmurai Jack                              | 5. Sep. 2021         | 28. Sep. 2021                         | Jacob Hair     | Jeff Loveness & Scott Marder | 0,93 Mio.       |
| Nachdem Rick eine lange Zeit mit seinen zwei Krähen verbracht hat, bittet ein nun erwachsener Morty ihn, zurückzukehren. |           |                                            |                                             |                      |                                       |                |                              |                 |

## Staffel 6
| Nr. (ges.) | Nr. (St.) | Deutscher Titel                        | Originaltitel                            | Erstausstrahlung USA | Deutschsprachige Erstausstrahlung (D) | Regie               | Drehbuch              | Zuschauer (USA) |
| --- | --------- | -------------------------------------- | ---------------------------------------- | -------------------- | ------------------------------------- | ------------------- | --------------------- | --------------- |
| 52 | 1         | Nach Hause teleportieren               | Solaricks                                | 4. Sep. 2022         | 17. Okt. 2022                         | Jacob Hair          | Albro Lundy           | 0,66 Mio.       |
| Nachdem Rick alle Dimensionsreisenden aus Versehen in ihre ursprünglichen Dimensionen schickt, müssen sie sich wiederfinden.                                                                                     |           |                                        |                                          |                      |                                       |                     |                       |                 |
| 53 | 2         | Stirb ganz langsam                     | Rick: A Mort Well Lived                  | 11. Sep. 2022        | 17. Okt. 2022                         | Kyounghee Lim       | Alex Rubens           | 0,60 Mio.       |
| Morty sitzt in einem Videospiel fest und Rick gibt alles, um ihn zu retten, aber dafür muss Summer einen auf „Stirb langsam“ machen. Eine echte Herausforderung, immerhin hat sie den Streifen noch nie gesehen! |           |                                        |                                          |                      |                                       |                     |                       |                 |
| 54 | 3         | Verbotene LieBeth                      | Bethic Twinstinct                        | 18. Sep. 2022        | 24. Okt. 2022                         | Douglas Einar Olsen | Anne Lane             | 0,55 Mio.       |
| An Thanksgiving bemerkt Beth, wie gut sie sich mit ihrem Klon versteht, und beginnt eine Affäre mit Weltraum-Beth. Summer und Morty versuchen sich durch ihre neue Spielekonsole davon abzulenken.               |           |                                        |                                          |                      |                                       |                     |                       |                 |
| 55 | 4         | Fleißig über Nacht                     | Night Family                             | 25. Sep. 2022        | 31. Okt. 2022                         | Jacob Hair          | Rob Schrab            | 0,60 Mio.       |
| Mithilfe eines Sonambulators lässt Rick unliebsame Aufgaben schlafwandlerisch in der Nacht erledigen. Als der Rest der Familie das Gerät mitbenutzt, entwickelt die Nacht-Familie ein ungewolltes Eigenleben.    |           |                                        |                                          |                      |                                       |                     |                       |                 |
| 56 | 5         | Das Glückskeksprinzip                  | Final DeSmithation                       | 2. Okt. 2022         | 7. Nov. 2022                          | Douglas Einar Olsen | Heather Anne Campbell | 0,58 Mio.       |
| Der Spruch in einem Glückskeks stellt sich als unumgängliche Prophezeiung heraus, deren Erfüllung mit allen Mitteln verhindert werden muss.                                                                      |           |                                        |                                          |                      |                                       |                     |                       |                 |
| 57 | 6         | JuRicksic Mort                         | JuRicksic Mort                           | 9. Okt. 2022         | 14. Nov. 2022                         | Kyounghee Lim       | Nick Rutherford       | 0,54 Mio.       |
| Eine Gruppe wohlwollender Dinosaurier aus dem Weltraum übernimmt die Herrschaft über die Erde. Dies zieht jedoch einen Asteroiden an.                                                                            |           |                                        |                                          |                      |                                       |                     |                       |                 |
| 58 | 7         | Full Meta JackRick                     | Full Meta JackRick                       | 20. Nov. 2022        | 19. Dez. 2022                         | Lucas Gray          | Alex Rubens           | 0,51 Mio.       |
| Rick und Morty durchbrechen die vierte Wand um es mit personifizierten Stilmitteln und Filmfehlern aufzunehmen.                                                                                                  |           |                                        |                                          |                      |                                       |                     |                       |                 |
| 59 | 8         | Reine Pissesache                       | Analyze Piss                             | 27. Nov. 2022        | 19. Dez. 2022                         | Fill Marc Sagadraca | James Siciliano       | 0,53 Mio.       |
| Rick schlüpft in die Rolle des urinversprühenden Superschurken „Pissmeister“ um dessen Tochter zu ihrem Seelenfrieden zu verhelfen. Jerry sprengt in der Rolle des Flamingo-Dad einen Planeten voller Hitler.    |           |                                        |                                          |                      |                                       |                     |                       |                 |
| 60 | 9         | Die Ritter der Sonnenrunde             | A Rick in King Mortur’s Mort             | 4. Dez. 2022         | 26. Dez. 2022                         | Jacob Hair          | Anne Lane             | 0,53 Mio.       |
| Morty wird König der Sonne. Das treibt eine Gruppe auf der Sonne lebender Ritter in die Heroinsucht und löst einen sonnensystemweiten Krieg aus.                                                                 |           |                                        |                                          |                      |                                       |                     |                       |                 |
| 61 | 10        | Episode X - Weihnachten schlägt zurück | Ricktional Mortpoon’s Rickmas Mortcation | 11. Dez. 2022        | 26. Dez. 2022                         | Kaichi Sato         | Kaichi Sato           | 0,49 Mio.       |
| Morty hatte schon immer einen ganz bestimmen Wunsch zu Weihnachten, der aber nie erfüllt wurde. Dies könnte das Jahr sein, in dem Rick endlich nachgibt.                                                         |           |                                        |                                          |                      |                                       |                     |                       |                 |

## Staffel 7
| Nr. (ges.) | Nr. (St.) | Deutscher Titel                             | Originaltitel                      | Erstausstrahlung USA | Deutschsprachige Erstausstrahlung (D) | Regie         | Drehbuch                      | Zuschauer (USA) |
| ---------- | --------- | ------------------------------------------- | ---------------------------------- | -------------------- | ------------------------------------- | ------------- | ----------------------------- | --------------- |
| 62         | 1         | Das erstaunliche Leben des Mr. Kakapopoloch | How Poopy Got His Poop Back        | 15. Okt. 2023        | 15. Jan. 2024                         | Lucas Gray    | Nick Rutherford               | 0,42 Mio.       |
| 63         | 2         | Ein Jerrick kommt immer zu zweit            | The Jerrick Trap                   | 22. Okt. 2023        | 15. Jan. 2024                         | Kyounghee Lim | Albro Lundy & James Siciliano | 0,47 Mio.       |
| 64         | 3         | Air Force Wong                              | Air Force Wong                     | 29. Okt. 2023        | 22. Jan. 2024                         | Jacob Hair    | Alex Rubens                   | 0,36 Mio.       |
| 65         | 4         | That’s Amorte                               | That’s Amorte                      | 5. Nov. 2023         | 22. Jan. 2024                         | Lucas Gray    | Heather Anne Campbell         | 0,44 Mio.       |
| 66         | 5         | Zurück in die Unendlichkeit                 | Unmortricken                       | 12. Nov. 2023        | 29. Jan. 2024                         | Jacob Hair    | Albro Lundy & James Siciliano | 0,46 Mio.       |
| 67         | 6         | Die Rickmort Show                           | Rickfending Your Mort              | 19. Nov. 2023        | 29. Jan. 2024                         | Jacob Hair    | Cody Ziglar                   | 0,40 Mio.       |
| 68         | 7         | Wet Kuat Amortican Summer                   | Wet Kuat Amortican Summer          | 26. Nov. 2023        | 5. Feb. 2024                          | Kyounghee Lim | Alex Song-Xia                 | 0,49 Mio.       |
| 69         | 8         | Der Aufstand der Nummericons: Der Film      | Rise of the Numbericons: The Movie | 3. Dez. 2023         | 5. Feb. 2024                          | Lucas Gray    | Rob Schrab                    | 0,38 Mio.       |
| 70         | 9         | Mort: Ragnarick                             | Mort: Ragnarick                    | 10. Dez. 2023        | 12. Feb. 2024                         | Kyounghee Lim | Jeremy Gilfor & Scott Marder  | 0,29 Mio.       |
| 71         | 10        | Karneval der Angst                          | Fear No Mort                       | 17. Dez. 2023        | 12. Feb. 2024                         | Eugene Huang  | Heather Anne Campbell         | 0,45 Mio.       |

## Staffel 8
| Nr. (ges.) | Nr. (St.) | Deutscher Titel                        | Originaltitel                           | Erstausstrahlung USA | Deutschsprachige Erstausstrahlung (D) | Regie               | Drehbuch                                       | Zuschauer (USA) |
| --- | --------- | -------------------------------------- | --------------------------------------- | -------------------- | ------------------------------------- | ------------------- | ---------------------------------------------- | --------------- |
| 72 | 1         | Das Schweigen der Ladekabel            | Summer of All Fears                     | 25. Mai 2025         | 4. Aug. 2025                          | Fill Marc Sagadraca | Jess Lacher                                    | 0,30 Mio.       |
| Rick hält Morty und Summer in einer Matrix gefangen, um ihnen beizubringen nicht sein Handyladekabel ausborgen und nicht wieder zurückzugeben, Summer wird in der Matrix zur Tech-Milionärin und Morty ein unsterblicher Soldat, beide kommen stark verändert und mit Jahrzehnten an Erinnerungen wieder raus, Rick, der vergessen hat sie rechtzeitig aus der Matrix zu befreien, will sofort ihre Gedächtnisse auslöschen aber Summer und Morty entkommen mit der Hilfe von Beth. Summer geht mit Beth eine umgekehrte Beziehung ein, sie ist nun reifer als ihre Mutter, Morty schafft es rick durch einen gemoddetes Ladekabel bewusstlos zu machen und in seiner Matrix zu fangen mit der umprogrammierten prämisse as es falsch ist andere in Matrixen zu trappen. Morty baut einen Panzerfahrzeug und dringt in ein Atomkraftwerk ein während ihn traumatische Erinnerungen an seine Zeit als Soldat und all die verlorenen Kameraden heimsuchen. Summer klaut ein Auto und nimmt und töpfert in einer Merkwürdigen Frauenkommune wo Beth sie findet, dann erfährt Summer dort über die Taten ihres Bruders und bricht auf um ihn zu stoppen, es gelingt ihr und sie entschuldigt sich bei ihm das sie ihn als „Kannonenfutter“ missbraucht hat um aus der Matrix zu entkommen. Am Ende wird revealt das Rick die Technologie des Atomkraftwerks geliefert hat, er verhindert eine Kernschmelze für 20 % des „Brennstoffs“ und löscht am ende Mortys und summers Gedächtnis an die Erlebnisse in der Matrix aus. Nach den Abspann stellt sich heraus das die merkwürdige Lady-Kommune eine Gruppe Vampire ist, Beth schafft es zu entkommen, wobei sie eine der Ladys tötet... |           |                                        |                                         |                      |                                       |                     |                                                |                 |
| 73 | 2         | Walkürick                              | Valkyrick                               | 1. Juni 2025         | 4. Aug. 2025                          | Jacob Hair          | Scott Marder                                   | 0,47 Mio.       |
| 74 | 3         | Zwei glorRicke Halunke                 | The Rick, The Mort & The Ugly           | 8. Juni 2025         | 11. Aug. 2025                         | Brian Kaufman       | Albro Lundy, James Siciliano & Michael Kellner | 0,33 Mio.       |
| 75 | 4         | Die Letzte Versuchung Jerrys           | The Last Temptation of Jerry            | 15. Juni 2025        | 11. Aug. 2025                         | Douglas Einar Olsen | Heather Anne Campbell                          | 0,38 Mio.       |
| 76 | 5         | Richie Rick                            | Cryo Mort a Rickver                     | 22. Juni 2025        | 18. Aug. 2025                         | Fill Marc Sagadraca | Nick Rutherford                                | –               |
| 77 | 6         | Der Seltsame Fall des Bethjamin Button | The Curicksous Case of Bethjamin Button | 29. Juni 2025        | 18. Aug. 2025                         | Eugene Huang        | Heather Anne Campbell & Jess Lacher            | –               |
| 78 | 7         | Ricker als Fiktion                     | Ricker than Fiction                     | 6. Juli 2025         | –                                     | Douglas Einar Olsen | Rob Schrab                                     | –               |
| 79 | 8         | Die fantastische Reise des Jerry Smith | Nomortland                              | 13. Juli 2025        | –                                     | Fill Marc Sagadraca | Albro Lundy & James Siciliano                  | –               |
| 80 | 9         | Papa-Morty                             | Morty Daddy                             | 20. Juli 2025        | –                                     | Eugene Huang        | Beth Stelling                                  | –               |
| 81 | 10        | Der heiße Rick                         | Hot Rick                                | 27. Juli 2025        | –                                     | Brian Kaufman       | Albro Lundy & James Siciliano                  | –               |